# Verbena sagittalis
Verbena sagittalis — вид трав'янистих рослин родини Вербенові (Verbenaceae), зростає в пн.-сх. Аргентині й пд. Бразилії.

## Опис
Багаторічна рослина заввишки 45–100 см. Гілки 4-кутні, голі. Листки сидячі, малі, 1–2.5 × 0.5 см, цілі, еліптично-яйцюваті, від субоголених до розсіяно-щетинистих з обох сторін; основи округлі; верхівки тупі, півтупі чи гострі; поля від цілих до півзубчастих. Квіткові приквітки довжиною (2.5)3–3.5(4) мм, яйцюваті, з гострою верхівкою, дрібно-щетинисто-запушені, поля війчасті, зазвичай коротші, ніж чашечка.
Чашечка довжиною (3.5)4–5 мм з 5 довгими в'ялими зубцями. Віночок синій, блакитний, або бузковий; трубка віночка 5.5 см завдовжки, запушена на горлі.

## Поширення
Країни поширення: пд. Бразилія, пн.-сх. Аргентина — в провінції Місьйонес. В Аргентині рідкісний.